# 辛普森悖论

定量数据的辛普森悖论：两个独立的小组出现正的趋势（, ），而当小组合并时出现负的趋势。

辛普森悖论在类似于现实世界变异性的数据上的可视化表明，误判真实关系的风险可能难以发现。

辛普森悖论（英語：Simpson's paradox），是概率和统计中的一种现象，其中趋势出现在几组数据中，但当这些组被合并后趋势消失或反转。 这个结果在社会科学和医学科学统计中经常遇到， 当频率数据被不恰当地给出因果解释时尤其成问题。当干擾变量和因果关系在统计建模中得到适当处理时，这个悖论就可以得到解决。 辛普森悖论已被用来说明統計誤用可能产生的误导性结果。
该现象于20世纪初就有人讨论，但一直到1951年，爱德华·H·辛普森在他发表的论文中闡述此一現象後，该现象才算正式被描述解释。后来就以他的名字命名此悖论，即辛普森悖论。此悖論的最終原因和選擇偏差、倖存者偏差、以及柏克森悖論一樣，是源自對撞因子（存疑！应为混淆变量(confounder)）。

## 举例
一所美国高校的两个学院，分别是法学院和商学院。新学期招生，人们怀疑这两个学院有性别歧视。现作如下统计：
法学院
| 性别 | 录取 | 拒收 | 总数 | 录取比例 |
| 男生 | 8    | 45   | 53   | 15.1%    |
| 女生 | 51   | 101  | 152  | 33.6%    |
| 合计 | 59   | 146  | 205  |          |

商学院
| 性别 | 录取 | 拒收 | 总数 | 录取比例 |
| 男生 | 201  | 50   | 251  | 80.1%    |
| 女生 | 92   | 9    | 101  | 91.1%    |
| 合计 | 293  | 59   | 352  |          |

根据上面两个表格来看，女生在两个学院都被优先录取，即女生的录取比率较高。现在将两学院的数据汇总：
| 性别 | 录取 | 拒收 | 总数 | 录取比例 |
| 男生 | 209  | 95   | 304  | 68.8%    |
| 女生 | 143  | 110  | 253  | 56.5%    |
| 合计 | 352  | 205  | 557  |          |

在总评中，女生的录取比率反而比男生低。
借助一幅向量图可以更好的了解情况（右图）

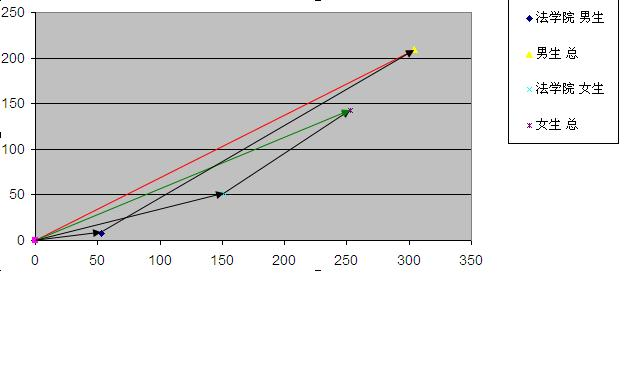
女生单独两个矢量斜率都比男生大，说明它们的比率都比较高。但最后男生总体向量斜率却大于女生

这个例子说明，简单的将分组数据相加汇总，是不能反映真实情况的。
就上述例子说，导致辛普森悖论有两个前提。
1. 两个分组的录取率相差很大，就是说法学院录取率很低，而商学院却很高。而同时两种性别的申请者分布比重相反。女性申请者的大部分分布在法学院，相反，男性申请者大部分分布于商学院。结果在数量上来说，拒收率高的法学院拒收了很多的女生，男生虽然有更高的拒收率，但被拒收的数量却相对不算多。而录取率很高的商学院录取了很多男生，使得最后汇总的时候，男生在数量上反而占优。
2. 有潜在因素影响着录取情况。就是说，性别并非是录取率高低的唯一因素，甚至可能是毫无影响的。至于在学院中出现的比率差，可能是随机事件。又或者是其他因素作用，比如入学成绩，却刚好出现这种录取比例，使人误认为这是由性别差异而造成的。

为了避免辛普森悖论的出现，就需要斟酌各分组的权重，并乘以一定的系数去消除以分组数据基数差异而造成的影响。同时，我們必需清楚了解情况，以综合考虑是否存在造成此悖論的潜在因素。